# 甲醛
甲醛（英語：Formaldehyde），又称蚁醛，化学式為{\displaystyle {\ce {CH2O}}}，是天然存在的有機化合物，也是一種无色的刺激性气体，易溶於水，对人眼、鼻、皮膚等有刺激作用。體積百分比40%的甲醛水溶液又稱福尔马林（Formalin）。气体相对密度1.067（空气為1），液体密度0.815g/cm.³（-20℃）。它主要用於生產工業樹脂，例如刨花板和塗料。1996年甲醛的每年生產量約為870萬噸，2022年全球生产量则为1.89亿吨。2011年美國國家毒物計劃描述甲醛為「人類已知的致癌物」。

## 物理性质
- 纯甲醛为无色透明气体，具有強烈刺激性
- 沸点 -19.5°C
- 闪点64°C
- 自燃点430°C

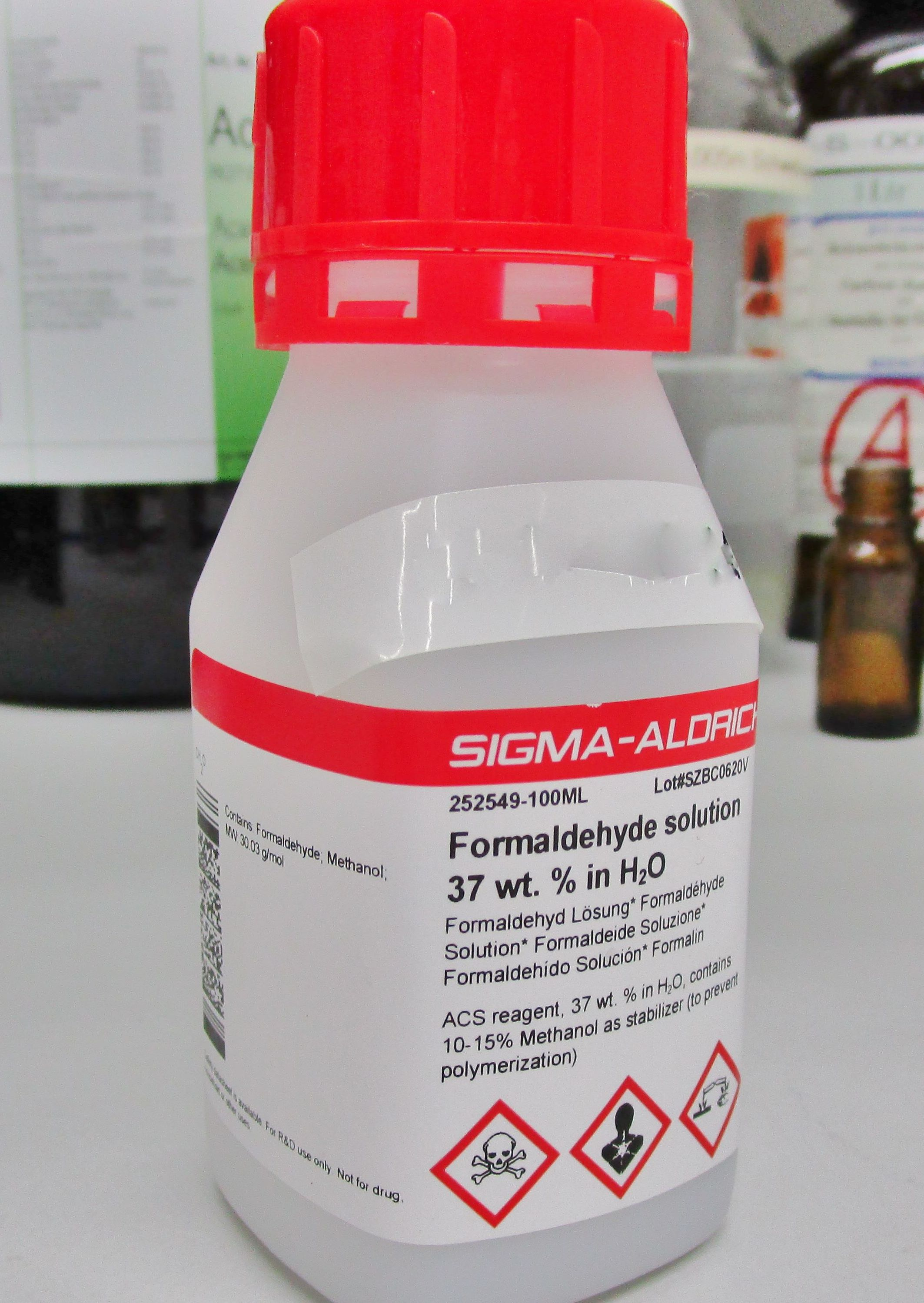
一瓶甲醛水溶液（福尔马林）

- 密度0.815 g/mL（液体，-20°C），1.075-1.085 g/mL（液体，37%）
- 极易溶于水，易溶于醇、醚、丙酮，苯等溶液。其40%的水溶液通称福尔马林；水溶液中主要以偕二醇的形式存在；一般甲醛溶液中还含有少量稳定剂和甲醇以防止氧化和聚合。

## 甲醛的多種形式
與許多簡單的碳化合物相比，甲醛更為複雜，由於它有幾種不同形式。作為氣體甲醛具有特殊的刺激性氣味，無色的氣體。冷凝時氣體轉換為各種其它形式的甲醛（具有不同的化學式），更有實用價值。一個重要的衍生物是甲醛環狀三聚物或1,3,5-三𫫇烷，它是一種帶有氯仿氣味的白色固體，化學式 {\displaystyle {\ce {(CH2O)3}}}。還有一種直鏈聚合物所謂的多聚甲醛。這些化合物具有相似的化學性質，並且通常可以互換。
當甲醛溶解在水中也形成水合物水甲醛（Methanediol），化學式為{\displaystyle {\ce {H2C(OH)2}}}。一個飽和水溶液約含40％（體積）或37％（質量）的甲醛，被稱為「100％福爾馬林」。通常添加少量的穩定劑如甲醇，以抑制氧化和聚合，一個典型的商業級福爾馬林含10-12％的甲醇。

## 自然界中產生甲醛
在高層大氣過程中貢獻環境中總甲醛的90％。甲醛是在甲烷以及其它碳化合物氧化（或燃燒）的中間體，例如在森林火災，汽車尾氣和煙草煙霧。通過陽光和氧氣的大氣作用，在大氣中產生的甲烷和其他碳氫化合物，成為煙霧的一部分。甲醛也已在外層空間檢測到。
在活生物體中甲醛和它的化合物無處不在。它是由內源性氨基酸代謝形成的，並且在人類和其他靈長類動物的血液中以約0.1毫摩爾濃度存在。因為它由陽光或由存在於土壤或水中的細菌在幾個小時內被分解，所以甲醛不會在環境中積累。人類會快速代謝微量甲醛，在體內將其轉換為甲酸，因此在代謝過程中的少量甲醛，能避免蓄積在體內導致健康問題。

## 制取

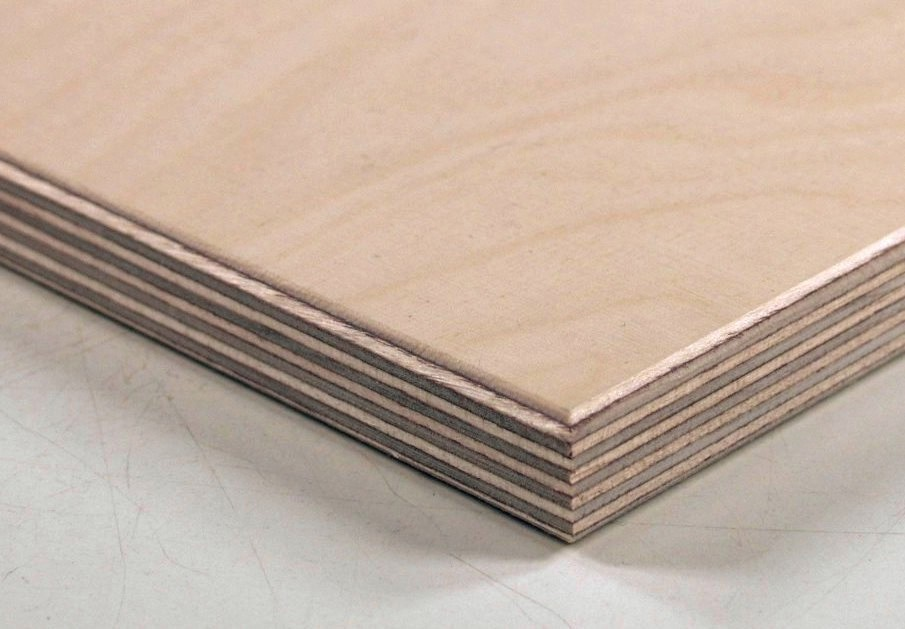
三夾板（膠合板）裝修建材中含有大量甲醛，是一大室內來源

### 歷史
甲醛最早是在1859年由俄羅斯化學家亞歷山大布特列羅夫（1828年至1886年）提出報告，奧古斯特·威廉·馮·霍夫曼在1869年得出結論鑑定。

### 工業制造
1953年瑞典FORMOX公司甲醛工艺技术及催化剂Formox過程中（Formox process）。
由甲醇經高温250-400°C催化氧化制取，催化剂为金属银或铁+钼/钒氧化物混合物。发生的反应有以下两个：
{\displaystyle {\ce {CH3OH + O2 -> 2CH2O + 2H2O}}}
銀基催化劑通常工作在較高的溫度下（約650℃）。這兩個脫氫化學反應均產生甲醛。
{\displaystyle {\ce {CH3OH -> CH2O + H2}}}
原則上可通過甲烷的氧化來產生的甲醛，但是這條路線是不適於工業生產，因為甲醇比甲烷更容易氧化。

## 化學性質
甲醛的還原性很强，很容易被氧氣等試劑氧化為甲酸，普通的甲醛中就含有ppm含量的甲酸。也可以被還原為甲醇。自身聚合生成三聚甲醛和多聚甲醛。
甲醛有亲电性，可以和芳烃發生亲电芳香取代反应，也可以與烯烃發生亲电加成。與乙醛發生交叉Cannizzaro反应生成季戊四醇，後者是制取炸药季戊四醇四硝酸酯的原料。与酚类以醋酸鈉作為催化劑缩合生成酚醛树脂。与4-取代酚类反应生成杯芳烃。与硫化氢反应生成三噻烷：
{\displaystyle {\ce {3CH2O + 3H2S -> (CH2S)3 + 3H2O}}}
甲醛也是曼尼希反应中常用的醛。空气中的甲醛气体可以通过强氧化性的高锰酸钾和其反应。

## 用途

### 工業應用
甲醛是一種更複雜化合物和材料的常見前體。由甲醛生成的產品包括脲甲醛樹脂，三聚氰胺樹脂，酚醛樹脂，聚甲醛塑料，1,4-丁二醇，和亞甲基二苯基氰酸酯。紡織工業用甲醛的樹脂作為整烫使布料防皺。甲醛是汽車製造的關鍵材料，用於製造傳輸系統，電氣系統，發動機缸體，門板，車軸和制動蹄片組件。2003年銷售的甲醛和衍生產品的價值超過$1,450億。是美國和加拿大國內生產總值（GDP）的約1.2％，包括間接就業超過4萬人在約11,900間工廠的甲醛行業工作。
當用苯酚，脲或三聚氰胺處理，甲醛會產生硬的熱固性塑料酚甲醛樹脂，脲醛樹脂和三聚氰胺樹脂。這些聚合物是膠合板和地毯常見的永久粘合劑。它也用於濕強度樹脂，加到衛生紙製品如搽面紙，餐巾紙，和卷毛巾。它們還可發泡作出絕緣性，或鑄造成模製品。甲醛樹脂的產量佔甲醛消費量的一半以上。
甲醛也是多官能醇如季戊四醇的前體，這是用於製造油漆和炸藥。其他甲醛衍生物包括二苯基甲烷二異氰酸酯，在聚氨酯塗料和泡沫劑的一個重要組成部分，和乙基六胺，這是使用在苯酚–甲醛樹脂以及黑索金炸藥。

### 消毒和殺菌滅藻
因為它可以殺死大多數細菌和真菌（包括其孢子）甲醛的水溶液可以作為消毒劑使用。甲醛溶液用於局部施用藥物以使皮膚乾燥，例如治療疣。許多水族養殖愛好者使用甲醛處理寄生蟲，例如淡水性白點蟲。海水白點蟲則對甲醛有抗性。
甲醛於產製類毒素疫苗時用於滅活該細菌。它也於疫苗生產過程中用來殺死不需要的病毒和細菌以免污染疫苗。尿道感染也常使用甲醛的衍生物（烏洛托品）來治療，它可以防止濫用抗生素和產生耐藥性細菌。在酸性環境中烏洛托品在腎臟轉化為甲醛，然後在尿道中行成抗菌作用。一些外用藥膏化妝品和個人衛生產品中含有甲醛的衍生物作為防止潛在有害細菌的生長。

### 組織標本固定液及防腐劑

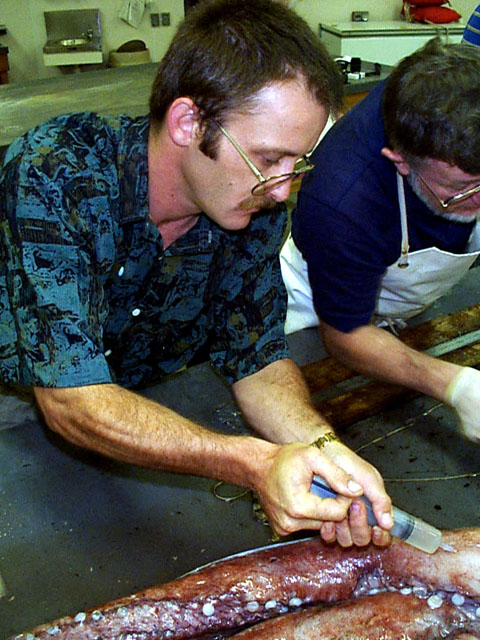
用福爾馬林注射，保存一個巨型烏賊標本。

甲醛保存或固定組織或細胞。經由的蛋白質伯氨基{\displaystyle {\ce {NH2 -}}}與{\displaystyle {\ce {CH2 -}}}連接。在室溫下以每小時約一毫米，4％甲醛的溶液固定病理組織標本。甲醛型溶液也可用於防腐消毒和暫時保存人類和動物的遺骸。
福馬林，是甲醛含量為35%至40%（一般是37%）的水溶液，也加入10%～15%的甲醇防止聚合。具有防腐、固定屍體、消毒和漂白的功能，不同領域各有其作用，具有刺鼻的氣味。

## 危險性
甲醛是最常見的室內空氣污染毒物，約有三千多種不同建築材料均含有甲醛，主要來源為纖維板、三夾板、隔音板、保麗龍等裝潢材料。目前甲醛已被世界衛生組織確定為致癌和致畸型物質，室內濃度達0.5 mg/m3會使人體產生流淚及眼睛異常敏感的症狀。長期接觸低劑量甲醛可引起慢性呼吸道疾病，引起鼻咽癌、結腸癌、腦瘤、細胞核基因突變等。

### 急性大量暴露之健康危害（50~100ppm以上）
呼吸系統：短期吸入大量甲醛時，會刺激氣管黏膜造成發炎、水腫，並引發氣管痙攣收縮，更嚴重時會造成肺部水腫、發炎，導致死亡，然而由於甲醛的呼吸道的刺激性很強，所以通常在低濃度時就能夠覺察而採取措施。
中樞神經系統：急性大量暴露於甲醛時，會直接對中樞神經系統產生毒性作用，而出現頭暈、運動失調、昏睡等症狀，嚴重時甚至會導致昏迷、死亡。
循環及代謝毒性：大量吸入甲醛後，一方面甲醛在體內會代謝成甲酸，另一方面甲醛毒性直接破壞細胞離子運送系統而造成代謝性酸中毒。如果沒有及時矯正則會引發心臟血管循環系統功能衰竭。
肝臟及腎臟毒性：一次性大量吸入甲醛會對肝臟、腎臟造成毒性而引起肝功能異常，腎臟衰竭等症狀。
消化道傷害：在誤食或自殺的情形下喝下甲醛溶液，造成消化道黏膜腐蝕性傷害，並併發消化道出血或穿孔，除了會有噁心嘔吐、腹痛之外，經由消化道吸收的甲醛也會造成全身性的危害，即中樞神經毒性、代謝性酸中毒、肝腎毒性等。據文獻記載，喝下濃度37%的甲醛溶液30c.c.即會造成死亡。

### 一般健康危害
眼睛刺激：低濃度的甲醛蒸氣即會刺激眼睛黏膜而進成眼睛刺痛、流淚的反應。工作中如果不慎被甲醛溶液潑及眼睛，必須馬上用清水大量沖洗至少15分鐘以上再行送醫。若不及時沖洗，殘留的甲醛溶液可能造成眼角膜潰瘍及穿孔。
皮膚刺激：甲醛對皮膚的危害通常經由直接接觸甲醛溶液而造成，濃度愈高對皮膚的危害愈大，刺激性皮膚炎是最常見的皮膚病變，皮膚會產生紅、腫、癢的症狀，嚴重甚至會產生水泡。少數體質對甲醛敏感的人也可能產生過敏性皮膚炎
呼吸道黏膜刺激：甲醛在低濃度時會刺激上呼吸道黏膜，產生鼻炎、喉嚨痛等症狀，濃度升高（≧5ppm）則可能刺激下呼吸道黏膜產生咳嗽、胸悶、喘嗚等現象，50~100ppm以上即可能造成肺水腫，發炎甚至死亡。
氣喘反應：甲醛暴露會誘發氣喘發作，除了甲醛本身直接刺激呼吸道黏膜，造成呼吸道黏膜水腫而誘發氣喘外，也有研究顯示少數個案會因對甲醛產生過敏反應而導致氣喘發作。
中樞神經系統傷害：長期暴露於甲醛亦有可能發生倦怠、頭痛、睡眠障礙、易怒、靈敏度減低、記憶力及平衡感受損等慢性中樞神經中毒症狀。

### 癌症（具有基因毒性及致突變性）
鼻咽癌：鼻咽癌的病理組織型態可分為三大類，低盛行率地區通常盛行第一型的鼻咽癌，被認為與化學物質的暴露有關，包含吸菸和甲醛暴露；而在高盛行率地區盛行的是第二型或第三型的鼻咽癌，與EB病毒有關；於一份大規模世代研究顯示，對於甲醛暴露使勞工罹患鼻咽癌的標準化死亡比SMR(standardised mortality ratio)為2.10（95%CI=1.05-4.21），暴露於高峰值濃度（peak≥4.0ppm）的勞工其相對危險性（Relative Risk，RR）為1.83，目前並未觀察到甲醛暴露與鼻咽癌的劑量效應關係，如暴露時間長短或累積暴露。
2.白血病：根據1966年至1994年美國國家癌症研究所（National Cancer Institute，NCI）針對暴露於甲醛的25,619名勞工所進行的一份大規模世代研究顯示相對暴露於甲醛低平均濃度（average0.1-0.4ppm）的勞工，暴露於高平均濃度（average0.5-0.9ppm及≥1.0ppm）的勞工，其罹患骨髓性白血病的RR值則分別上升至1.15（95%CI=0.41-3.23）及2.49（95%CI=1.03-6.03）。可能與直接損害骨髓幹細胞，或周邊血液造血幹細胞，或嗅黏膜的原始多潛能幹細胞有關。
甲醛對皮膚及黏膜有刺激性作用，比如咽喉和眼睛鼻腔等，造成这些位置水腫，發炎、潰爛，甚至最后导致鼻咽癌等严重病变。接觸過甲醛的皮膚可能出現過敏現象，嚴重者甚至會導致肝炎、肺炎及腎臟損害。
國際癌症研究機構（International Agency for Research on Cancer, IARC）已將甲醛列為一級致癌物，長期接觸低劑量甲醛可引起慢性呼吸道疾病與鼻咽癌、結腸癌、腦瘤等，在孕婦及嬰幼兒又更為嚴重，可能導致胎兒停止生長發育、心智不全，甚至造成胎兒畸形和流產等。
对婴幼儿的孕妇危害更加严重，可导致怀孕期间胎儿停止生长发育，心脑发育不全，严重可导致胎儿畸形和流产等严重后果。孕期甲醛暴露可能会增加自然流产的发生风险。
因為酚醛樹脂被用於各種建築材料，包括膠合板、毛毯、隔熱材料、木製產品、地板、煙草、裝修和裝飾材料，且因為酚醛樹脂會緩慢持續放出甲醛，因此甲醛成為常見的室內空氣污染來源之一。甲醛一般會從源頭慢慢釋出，新製產品在最初數月內所釋出的甲醛量最高，一段時間後，釋出的甲醛量便會漸漸降低。
甲醛若在空氣中的濃度超過0.1 mg/m3，會導致眼睛和黏膜細胞的傷害。在體內，甲醛可能導致蛋白質不可逆的與DNA鍵結。動物實驗顯示暴露在大劑量的甲醛中會使得鼻子與喉嚨致癌的機率增加。然而在大部份的建築內甲醛含量濃度不足以產生致癌性。美国国家环境保护局將甲醛分類為可能致癌物質，国际癌症研究机构（IARC）則将其分類為人類致癌物質。
2009年3月，美国安全化妆品运动组织的一份报告中指出，强生等公司的婴儿产品含有致癌物质甲醛和二恶烷。（见1,4-二噁烷#强生。）
2010年7月31日，中华人民共和国中华全国工商业联合会家具装饰业商会举办了“对甲醛零容忍”新闻发布会，作为对中华人民共和国国家安监总局检测事件的回应。中华人民共和国国家安监总局对全国85家木质家具制造企业的检测结果显示70%以上的家具企业生产环境有毒物质浓度超标，严重影响工人的健康。发布会代表家具制造行业发表“对甲醛零容忍”宣言。
急性和短期接触甲醛后对人体气道的影响（ZRIVER 摘自WHO Guidelines for Indoor Air Quality: Selected Pollutants.）：
| 研究                           | 甲醛浓度（mg / m 3）   | 主题                     | 时间（分钟） | 健康影响 |
| ------------------------------ | ---------------------- | ------------------------ | ------------ | --- |
| Falk et al.（78）              | 0.13                   | 8有鼻塞                  | 120          | 鼻塞患者鼻腔粘膜肿胀                                                                                             |
| Lang et al.（79）              | 0.3–0.5                | 21健康                   | 240          | 眼睛的主观感觉刺激；眨眼频率增加；对鼻腔流动和阻力，峰值流量或眼睛发红没有影响；对肺功能无影响（PEF，FEV，MMEF） |
| Casset et al.（80）            | 0.13–0.41              | 19只尘螨哮喘患者         | 30           | 口服预暴露甲醛后对肺功能（PEF，FEV 1）无影响；暴露后Der p 1后肺功能（PEF，FEV 1）可能降低                        |
| Wantke et al.（81）            | 0.5                    | 27名医学生               | 70天         | PEF没有显着下降；4名学生（一名吸烟者）可能是IgE致敏的；没有特异性甲醛IgG抗体的意义；IgE和症状之间没有相关性      |
| Ezratty et al.（82）           | 0.5                    | 12草花粉哮喘             | 60           | 对肺功能无影响（FVC和FEV）                                                                                       |
| Krakowiak et al.（83）         | 0.85                   | 10健康+10名哮喘患者      | 120          | 4和24小时后炎症介质没有变化；对肺功能无影响（FEV ），没有特异性甲醛IgE抗体，健康和哮喘之间没有差异               |
| Harving et al.（84）           | 1.3（平均值）          | 15名哮喘患者             | 90           | 对气道阻力，肺功能（FEV 1）和支气管活动无影响；没有延迟反应                                                      |
| Kriebel et al.（85）           | 0.08-1.4               | 38名理疗学生             | 150 /周      | 肺功能下降1-1.5％（FEV ）；4周后效果减弱                                                                         |
| Airaksinen et al.（86）        | 0.08-1.4               | 95例患者                 | 30           | 对肺功能没有影响或影响很小；鼻炎的病例很少                                                                       |
| Chia et al.（87）              | 0.9 / 0.6（个人/平均） | 150名医学生；189名医学生 | -            | 在第一天和解剖结束后随机选择的22名男性和女性受试者中，FEV 和FVC 无差异                                           |
| Akbar-Khanzadeh & Mlynek（88） | 1.6-3.1（呼吸区）      | 50名医学生；36名理疗学生 | 60-180       | 肺功能（FVC，FEV 1，FEV 3，FEF）增加与甲醛暴露之间无剂量反应关系                                                 |
| Kim et al.（89）               | 0.2-11.2               | 167名医学生              | -            | IgE与甲醛暴露无关                                                                                                |

## 法規標準
- 中華人民共和國合同法233條規定，租賃物對健康有重大損害時，合約條款可以全數作廢立即解約，即使承租人簽約時對租賃物狀態有所知悉，此條款依然有效不可對抗[12]。這一條約是租房實務中對於租到裝修甲醛超標房屋時較常引用的條款。[13]国标GB/T18883-2002規定甲醛室内标准为不超過0.1mg/m³。產品面由各地工商行政管理局受理民眾投訴，產品若檢測報告超標屬實會勒令廠商退貨、負擔測試費並額外賠償，但初期专业检测机构檢測費必須消費者自付。[14]
- 香港政府於2003年實施自願性的「室內空氣質素管理計劃」為改善室內空氣質素及加強公眾對這方面的關注。這計劃採用兩個級別的室內空氣質素指標（「卓越級」及「良好級」），作為評估樓宇室內空氣質素的基準。經參考多份文獻，包括世界衛生組織2000年發出的“Guidelines for Air Quality”，得出「卓越級」甲醛含量為每立方米少於30微克（30μg/m³，亦等同24ppbv或0.024ppm）而「良好級」指標則要求甲醛含量每立方米少於100微克（100μg/m³，亦等同81ppbv或0.081ppm）。[15]
- 中華民國行政院環境保護署室內空氣品質標準值，室內甲醛濃度標準為0.08ppm/1小時，裝潢材料標準分F1.F2.F3三等級以釋出量為標準分別為0.3以下、0.5以下、1.5以下，對於違反廠商以商品檢驗法第59條開罰台幣十萬到一百萬，不送檢驗者罰二十萬到兩百萬。[16]

## 檢測方法

### 生物偵測
目前尚未有理想的生物偵測方法，因甲醛在血液中的半衰期極短，會迅速地被甲醛脫氫酶（aldehyde dehydrogenase）轉換成甲酸（formate），且血液中有內生性的甲醛。研究顯示吸入甲醛並不會明顯改變血液中的甲醛濃度，故血液中的甲醛濃度並無法代表個體暴露的程度，而血液中甲酸的濃度亦無法正確代表個案暴露或吸收甲醛的程度。尿液中的甲酸在個體內及個體間的差異度相當大，因此亦無法被用來代表個案的甲醛暴露程度。

### 檢測溶液內含甲醛的方法

#### 希夫試劑
醛類加入希夫試劑會產生紫紅色產物，且加入硫酸後會褪色，但甲醛與希夫試劑生成的紫紅色產物加硫酸後顏色不消失，故可利用此方法區分甲醛與其他醛類。

#### 紫醛試劑
台灣衛生署有鑒於市面上充斥不肖商人於魚類中加入甲醛，於2004年開發了一種紫醛試劑，此試劑滴入含甲醛的魚類，顏色會由淡紫色轉成橘紅色，但目前成份屬於商業機密，故並不公開其組成成份。

### 檢測空氣內含甲醛的方法
大致可分兩種方法，主動取樣（active sampling）或被動取樣（passive sampling）。被動取樣法則依賴空氣擴散去接觸反應物或感應器。由於所得的數據可以有很大的偏差，所以只會用於篩選。主動取樣法是以氣泵把空氣抽吸到反應物或感應器。現在的測試指標通常都會指定使用主動取樣法以獲得8小時平均空氣甲醛濃度。
應用技術亦分四大類：
1. 高效液相色譜儀（High Pressure/Performance Liquid Chromatography，HPLC）可應用於主動及被動取樣的空氣樣本。主動取樣可依美國環保局TO-11A方法進行分析；
2. 比色法採用基於美國試驗與材料協會（ASTM）方法D5014-94進行分析，通常使用在被動取樣空氣樣本；
3. 氣相色譜儀Gas Chromatograph（GC）比較準確，但由於儀器體積龐大，未能夠於測試現場使用
4. 光離子化檢測儀Photo Ionization Detectors（簡稱PID）是一種氣態檢測儀，可以實時量度空氣中甲醛水平。這方法的線性範圍覆蓋至1000ppm，檢出限為0.05ppm。

### 作業場所工作記錄
工作場所物質安全資料表（Safety Data Sheet，SDS）的建立不僅在平時有助於讓員工暸解使用物質的毒性及災害的預防，若發生意外時也可馬上依資料表上的說明先做初步的處理再送醫。急性大量暴露時，空氣中高濃度的甲醛可能會在短時間內即消失而無法以事後採樣方法來收集暴露證據，此時作業場所的工作記錄即相當重要，事後做現場意外原因調查鑑定時，物質安全資料表更是重要的參考資料。

## 去除甲醛方法的謬誤
坊間有很多關於去除甲醛的方法存有頗大謬誤。例如以鳳梨、洋蔥、茶葉等放於室內環境，聲稱可吸附甚至分解甲醛。這些方法最後都被證實為無稽之法。即使沒有嗅到氣味，甲醛並未消失，只是被那些香味所掩蓋。這樣反而會放下戒心，忽視通風的重要性，令室內空氣的甲醛含量更加高。
中国中央电视台專題發現所有噴劑類的化學變化方法，其實效果都乏善可陳，許多是在最理想實驗室狀態下有效，但實務生活中環境不同於實驗室，且必須永遠不斷補噴以彌補化學反應後噴劑效果遞減，如果勤勞補噴的狀態下是有少許效果。

## 室內空氣中甲醛之危害控制

### 通風
甲醛常見於空氣中，而降低甲醛濃度，最簡單的方式便是開窗並且利用電扇增加室內環境的通風性。如需執行使用甲醛溶劑時，需在通風良好的排煙櫃中，或是加裝圍籬與增加局部排氣設施等。

### 選擇低甲醛製造材料
臺灣經濟部標準檢驗局表示，木製板材商品於製造過程中會使用的膠合劑可能釋放出甲醛，建議購買貼附「商品檢驗標識」之木製板材商品。選購油漆則可以選擇無毒、水性，通過綠建材認證、國家標準檢驗，無毒無甲醛的油漆種類。此外也應選購清楚標示廠商名稱、地址、製造年月日或批號、品名、原產地及甲醛釋出量符號之商品，甲醛釋出量符號分為F1、F2或F3，3種符號中，阿拉伯數字愈小表示甲醛釋出量愈少。美國住宅和城市發展部（U.S. Department of Housing and Urban Development, HUD）制定了組合屋的甲醛排放量，膠合板必須低於0.2ppm，塑合板要低於0.3ppm。HUD制定的標準是希望組合屋內空氣中甲醛濃度能低於0.4ppm。

### 室內植物
美國太空總署研究植物吸收密閉空間內甲醛之能力，證實許多植物能有效移除室內的甲醛。植物移除揮發性有機物的效能與植物種類、時間、光強度及污染物種類等均有關係，可大約清除60-90%的甲醛，光照環境下代謝甲醛的能力是黑暗環境中的5倍。

### 甲醛吸附劑
市售之甲醛吸附劑放置在家居或辦公室中，可用於去除室内甲醛。常見的物理性吸附劑包含活性碳、沸石和二氧化鈦，若能結合胺類化合物之吸附劑，使其表面帶有胺基官能團，可藉由化學吸附來吸附甲醛，其吸附效果更佳。

### 避免環境高溫和潮濕
高温和潮濕會導致甲醛釋放加速，當溫度提升至30℃時，低逸散合板類建材（低逸散量、低毒性、低危害健康風險之建築材料）逸散之甲醛濃度增加114%。溫、濕度的高低與塑膠壁紙逸散甲醛濃度成正比關係。在同樣的溫度環境下塗佈一次甲醛吸附劑（如甲殼素塗料），其去除甲醛的效果也會受到濕度的影響：濕度越高，其去除效果越差。在同樣的濕度環境下，塗佈一次甲殼素塗料去除甲醛的效果會受到溫度的影響：隨著溫度的下降，效果便提升。在高濕的環境下，尤其顯著。

### 除甲醛工程
研究顯示甲殼素添加量增加增加時，甲醛穩態濃度會隨著下降，同時也降低致癌風險值。於室內裝潢前期的裸板材階段，在各類未上漆或未貼皮前的木板材（合板、夾板、集層角料）上四面噴塗甲殼素除醛塗料後，可自源頭持續分解木作中不斷溢散的甲醛，可淨化空氣達到最佳效果。或是整體裝修後可以請專業的除甲醛單位進行檢測,若超標可進行深度甲醛治理,並確保施作後再緊閉的空間下，甲醛濃度能符合行政院環保署規範的標準值0.08ppm，始能安心入住。

### 穿戴防護工具與制定安全管理
職場上建議甲醛相關作業人員使用合適呼吸防護具，並定期實施健康檢查，以維員工之安全衛生。台灣勞工作業場所容許暴露標準規定，甲醛的工作場所中八小時日時量平均容許濃度（PEL-TWA）為1ppm，1.2mg/m3。若能在甲醛生產過程中進行安全管理與安全技術措施，對於甲醛生產企業的安全生產具有十分重要的意義。

## 美容美髮業之職業衛生安全
勞動部勞動及職業安全衛生研究所102年曾針對連鎖美髮作業勞工作業環境有害物暴露進行調查研究，指出國內對於美髮業中有害物質的辨識資料有限，亦不瞭解空氣中有害物質濃度分布情形，而美髮的職場環境中存在生物性、化學性、物理性及人因工程性的問題，其中化學性危害的問題相當複雜，因為會暴露到非常多樣的產品，包括：染髮劑、洗髮精、潤絲精、直髮膏、護髮乳、噴霧劑和香水等，有些產品需配合加熱使用、吹風整燙等步驟，也會導致有害物更易揮發逸散於作業環境的空氣中，甲醛的空氣暴露為美髮業重要議題。依該研究當時政府統計資料，自民國63年起累計之美容美髮技能檢定合格人數為57萬5,358人，而目前勞動部最新統計資料顯示，女子美髮及美容技能檢定合格人數自民國63年起截至112年8月累計已達76萬8,361人，除了從業人數增加之外，服務項目也更為多元，部分業者同時提供場地給美甲師提供美甲服務，而一項針對美甲作業場所空氣中有害汙染物濃度的調查研究顯示，在10家進行空氣採樣調查的美甲店均可檢測出甲醛，且部分採樣點之濃度範圍為PEL之2-3.17倍，顯示美甲業從業人員同樣有潛在的甲醛暴露問題。相較於家戶住宅的甲醛暴露問題，美容美髮（美甲）業作業環境中的甲醛暴露不僅對於接受服務的民眾有短期接觸的影響，對於從業人員可能為長期工作累積暴露的影響，衍生職場健康的議題，影響更為廣泛，一項以北區某醫學中心101-103年度職業傷病門診的分析資料顯示，以化學性疾病占最多職業傷害求診人數，其中包含甲醛中毒。勞動部職業安全衛生署「職業暴露甲醛引起之中毒及癌症認定參考指引」已將「美甲或其他美容業人員」列為「具潛在性暴露的職業」；美國亦曾發生順直髮產品含甲醛事件之職災案例，有美髮工作者向當地衛生單位表示其進行順直髮產品操作時，會出現呼吸困難、流鼻血及眼睛刺激等症狀。

### 風險辨識
指甲油主要組成包括皮膜形成劑、增塑劑、溶劑、著色劑等成分，甲苯磺醯胺/甲醛樹脂（Tosylamide/formaldehyde resin）是良好的成膜劑及增塑劑，但可能會有游離甲醛殘留風險，衛生福利部食品藥物管理署106年委託各地方政府衛生局抽樣指甲油檢體50件，結果有7件檢出甲醛超過規範，檢出甲醛之濃度介於138至3,206ppm，後來在110年7月和112年7月份公布之化粧品檢驗不合格產品公開資訊表中，都曾有指甲油檢出Formaldehyde超標，與規定不符。國內研究發現部分美甲店家使用色膠、底膠、上層膠或水晶溶劑時，會得到該次美甲作業過程中甲醛的最高讀值。另外，衛生福利部食品藥物管理署109年1至5月間委請各地方政府衛生局進行市售含精油類及髮膠類化粧品之抽樣，52件檢體中1件髮膠產品檢出甲醛257ppm；110年進行網購6大類化粧品之品質監測時則發現假睫毛膠/黏著劑檢出甲醛，美髮產品也可能添加會釋放甲醛的化合物，使用時也會提高甲醛暴露的風險。

### 風險評估

#### 暴露評估
1.暴露對象評估：應包括作業環境中的工作人員和顧客，有多少人暴露、有沒有特定的易感族群（例如：孕婦、兒童、具有慢性呼吸道疾病者）。
2.media、routes、pathway評估：甲醛暴露的media應為室內空氣，主要暴露route是吸入，主要經由鼻腔和呼吸道（respiratory tract）吸入，但也可能接觸眼睛黏膜造成刺激。
3.暴露劑量評估：評估暴露者所在的區塊是作業區、產品調配混和區、櫃台、還是休息區，所在區塊甲醛濃度各是多少、暴露時間多長，也要瞭解暴露者的行為（例如：工作過程有沒有佩戴合適的防護具、調配混和產品時有沒有打開抽風機）。另應評估室內環境中有沒有其他的來源，可能造成累積暴露（例如：門口飄進來的二手菸、其他燃燒產生的汙染物）。

#### 臨床評估
甲醛對人體的健康危害可區分為急性大量暴露之健康危害、一般健康危害及癌症等三部分，其中一般健康危害，在低濃度時，甲醛對眼睛及呼吸道黏膜即具刺激性、會刺激上呼吸道黏膜產生鼻炎、喉嚨痛等症狀，濃度升高（≧5ppm）則可能刺激下呼吸道黏膜產生咳嗽、胸悶、喘嗚等現象，50～100ppm以上即可能造成肺水腫，發炎甚至死亡；長期暴露於甲醛亦有可能發生倦怠、頭痛、睡眠障礙、易怒、靈敏度減低、記憶力及平衡感受損等慢性中樞神經中毒症狀。因此，需要評估作業環境中受到暴露的工作人員和顧客，有沒有出現以上急性或慢性的相關症狀，這部分需要請醫療專業人員協助。
健康風險評估
評估長期或短期暴露甲醛，可能會對員工和顧客健康產生怎樣短期和長期的影響，包括呼吸系統問題、皮膚刺激、長期健康影響等。

### 風險控制

#### 使用符合規定的產品
衛生福利部食品藥物管理署對於化妝品檢出甲醛的標準訂有規範，並會進行抽檢，美髮或美甲產品廠商應注意確認產品已正確標示所添加的內容物，並且重量百分比符合法規限值。如果作業場所發生甲醛暴露危害，可評估將標示不清或未標示之產品抽樣送驗，汰換不符規定的產品廠牌，選用符合規定的產品，並宣導請顧客或美甲師不要自帶來路不明或自己配製的產品，以減少甲醛釋放到室內環境的可能性。

#### 改善通風換氣
美髮美容（美甲）場所通常只有入口的大門，沒有常開式的門也沒有窗戶，屬於較密閉的空間，多靠空調來達到整體環境的空氣流通。另有研究顯示，美髮作業場所缺乏通風系統，隨著服務量增加，有短時間高濃度或是有害物累積於室內環境的情形，建議設置送風設備，幫助室內室外空氣進行交換，改善通風有助於降低室內甲醛的暴露，美甲區也可考慮設置局部加強排氣的設施。

#### 提供合適的防護裝備
研究顯示美容美髮業原物料使用種類繁多且化合物複雜，除了甲醛之外可能還有其他化學物質的暴露，建議雇主提供合適的口罩、手套等個人防護裝備，且數量應充足，降低甲醛及其他化學物質的暴露，同時建議針對作業環境訂定工作手冊和作業流程，指導工作人員應正確佩戴口罩和手套，執行產品混合、塗抹到沖洗染燙產品均應佩戴手套，且避免重複使用，宣導工作人員不應為了工作方便而忽略防護裝備的使用。

#### 職業教育訓練
美容美髮（美甲）從業人員應接受與甲醛有關的教育，提升健康識能，瞭解可能的來源、危害、暴露後症狀，並且知道如何避免含甲醛釋放物之產品。因此，建議除了提供員工避免甲醛危害的在職課程之外，可在工作場所內暴露濃度較高的地方張貼提醒標語，例如：在產品調配混和區提醒戴口罩、在美甲區提醒工作人員注意打開局部排氣設施。

#### 保留作業場所工作記錄
定期監測美容美髮（美甲）作業環境空氣中甲醛濃度及員工之健康狀態，並且留有紀錄。

### 引用
1. ↑  2023年甲醇行业数据统计：全球甲醇市场规模达到45400百万美元 （页面存档备份，存于）中国报告大厅，2023年8月2日
2. ↑  G. Reuss, W. Disteldorf, A. O. Gamer, A. Hilt, “Formaldehyde”in Ullmann’s Encyclopedia of Industrial Chemistry  Wiley-VCH, 2005, Weinheim.
3. ↑  H. B. J. Schurink (1941). "Pentaerythritol". Org. Synth. 1: 425; Coll. Vol. 1.
4. ↑  Gutsche, C. D.; Iqbal, M. (1993). "p-tert-Butylcalix[4]arene". Org. Synth.; Coll. Vol. 8: 75.
5. ↑  Bost, R. W.; Constable, E. W. (1943). "sym-Trithiane". Org. Synth.; Coll. Vol. 2: 610.
6. ↑  淨化室內空氣之植物應用及管理手冊 - 行政院環境保護署 的存檔，存档日期2013-12-28.
7. ↑  臺大環安衛通訊，2006[來源請求]
8. ↑  . Science China Life Sciences. 2010, 53 (12): 1399-1404.
9. ↑  Swenberg, J.A. et al. . Toxicologic Pathology. 2013, 41 (2): 181-189.
10. ↑  陈晨，程义斌. . 卫生研究. 2015, (2)  [2016-05-13]. （原始内容存档于2016-06-04）.
11. ↑  搜狐家居. .   [2010-08-02]. （原始内容存档于2010-08-03）.
12. ↑  《中華人民共和國合同法》
13. ↑  .   [2018-09-01]. （原始内容存档于2018-09-01）.
14. ↑  .   [2018-09-01]. （原始内容存档于2018-09-01）.
15. ↑  香港政府室內空氣質素資訊中心. .   [2014-06-02]. （原始内容存档于2015-12-30）.
16. ↑   (PDF).   [2018-09-01]. （原始内容存档 (PDF)于2018-09-01）.
17. ↑  臺北市政府衛生局. . 2004-04-19  [2011-01-12]. （原始内容存档于2013-06-17） （中文（臺灣））.
18. 1 2 3  .
19. ↑  .   [2016-05-18]. （原始内容存档于2017-03-08）.
20. ↑  勞動部全球資訊網. . 勞動部全球資訊網. 2015-04-23  [2023-10-23]. （原始内容存档于2023-09-25）.
21. ↑  行政院勞工委員會採樣分析建議方法（2007）.  (PDF).
22. 1 2  . civil.bsmi.gov.tw.   [2023-10-23]. （原始内容存档于2023-12-27）.
23. 1 2  .
24. ↑  U.S. Department of Housing and Urban Development, HUD.  (PDF).   [2023-10-23]. （原始内容存档 (PDF)于2022-09-01）.
25. ↑  農業部農業試驗所.  (PDF).   [2023-10-23]. （原始内容存档 (PDF)于2022-08-27）.
26. 1 2  .
27. ↑  勞動部. .   [2023-10-23]. （原始内容存档于2023-09-25）.
28. ↑  . 外部链接存在于|title= (帮助)
29. 1 2 3 4 5 6  .
30. ↑  勞動部. .   [2023-10-23]. （原始内容存档于2023-01-29）.
31. 1 2 3  .
32. 1 2  衛生福利部食品藥物管理署. .   [2024-02-01]. （原始内容存档于2024-02-01）.
33. ↑  呂珮嘉 et al.  2022. : 156-163. |journal=被忽略 (帮助); |issue=被忽略 (帮助)
34. 1 2  .
35. ↑  Debra A. Kaden, Corinne Mandin, Gunnar D. Nielsen, Peder Wolkoff. . 2010  [2023-10-23]. （原始内容存档于2023-04-19）.
36. ↑  Kaden DA, Mandin C, Nielsen GD. . 2010. 3  [2023-10-23]. （原始内容存档于2023-04-19）.